# پریتویراج کاپور
پریتویراج کاپور (انگلیسی: Prithviraj Kapoor؛ ۳ نوامبر ۱۹۰۶ – ۲۹ مهٔ ۱۹۷۲) هنرپیشه و سیاست‌مدار اهل کشور هند بود.
او پدر راج کاپور بود.
از فیلم‌هایی که وی در آن نقش داشته است می‌توان به رستم و سهراب, عالم‌آرا، مغول اعظم، آواره، زندگی، دیروز، امروز و فردا، جانور، ریاضی آناند و جهان آرا اشاره کرد.